# خليون
خِلْيُون (الاسم العلمي Cheilio)، جنس أسماك أحادي النوع من الفرخيات وفصيلة لبروسية. أعطانه تمتد من البحر الأحمر إلى المحيط الهندي.